# Geelstuitdoornsnavel
De geelstuitdoornsnavel (Acanthiza chrysorrhoa) is een vogel uit de familie Acanthizidae (Australische zangers). 

## Kenmerken
De geelstuitdoornsnavel is een kleine, bruingetinte vogel met een opvallende, gele romp en een zwarte vlek rondom de ogen.

## Leefwijze
Zijn voedsel bestaat voornamelijk uit insecten.

## Voortplanting
Het broeden vindt plaats van juli tot december, met een, twee of soms meerdere broedsels per jaar. Het nestelen wordt meestal gedaan door een paar, maar soms helpen enkele andere vogels het broedpaar. Het nest is koepelvormig en gemaakt van gedroogd gras en andere vegetatie. Boven op de koepel maken de vogels een ander, bekervormig nest die dienstdoet als een vals nest. Het echte nest ligt hieronder met een verborgen ingang. De vogels broeden meestal drie of vier witte, ovale eieren, met een omvang van ongeveer 18 bij 13 millimeter. Het vrouwtje broedt de eieren uit, die ongeveer na 16 tot 18 dagen uit komen. Na het uitkomen voeden zowel het mannetje als het vrouwtje het broed. Door middel van het ringen zijn wetenschappers erachter gekomen dat de geelstuitdoornsnavel maximaal negen jaar leeft.

## Verspreiding en leefgebied
Deze vogel komt voor in een groot deel van Australië. Zijn natuurlijke habitat is voornamelijk subtropisch of tropisch bos, maar ook savannegebieden en scrubland. De soort telt vier ondersoorten:
- A. c. normantoni: centraal en inlands noordoostelijk Australië.
- A. c. leighi: zuidoostelijk Australië.
- A. c. leachi: Tasmanië.
- A. c. chrysorrhoa: zuidwestelijk en het zuidelijke deel van Centraal-Australië.

## Status
De grootte van de populatie is niet gekwantificeerd maar de soort wordt omschreven als vrij algemeen. Op de Rode lijst van de IUCN heeft deze soort de status niet bedreigd.